# George von Washington

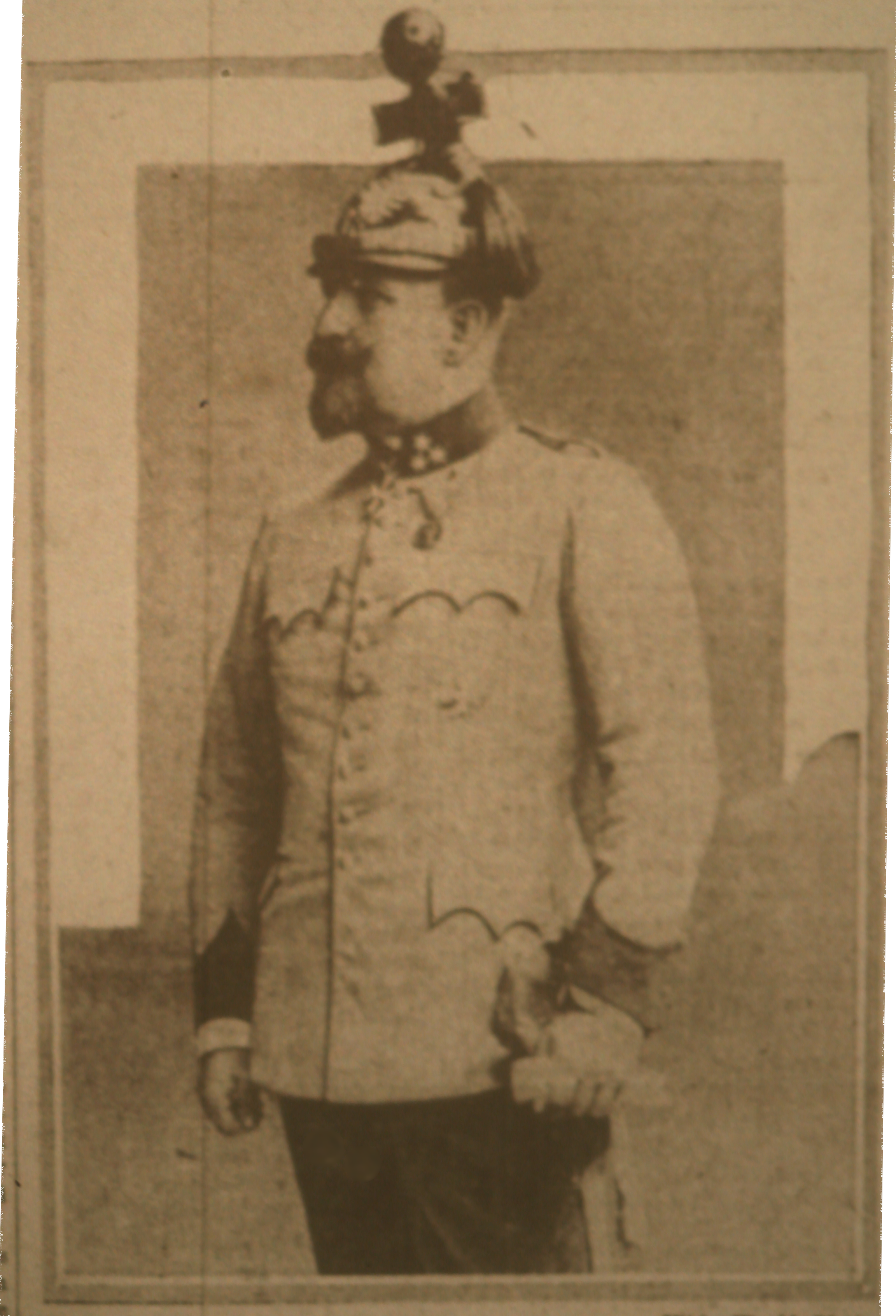
George Freiherr von Washington

George Freiherr von Washington (* 31. Juli 1856 auf Schloss Pöls; † 22. Dezember 1929 in Graz-Geidorf) war ein österreichischer Verwandter des ersten amerikanischen Präsidenten George Washington. Die Familiengruft befindet sich auf dem evangelischen Stadtfriedhof St. Peter in Graz.

## Biografie
George von Washington war der Sohn von Freiherr Maximilian Emanuel von Washington und Herzogin Friederike von Oldenburg. Sie nannten ihren erstgeborenen Sohn nach dem amerikanischen Präsidenten, dessen entfernter Verwandter er war. Sein Taufpate war Herzog Elimar von Oldenburg, Sohn von Großherzog Paul Friedrich August I. von Oldenburg aus dessen dritter Ehe mit Prinzessin Cäcilie von Schweden (Haus Holstein-Gottorf). Zeit seines Lebens hatte George von Washington ein enges Verhältnis mit seinem künstlerischen Onkel sowie mit seiner Tante, Königin Amalie von Griechenland. Außerdem bestand ein Verwandtschaftsverhältnis mit dem britischen Königshaus: Die Großmutter der derzeitigen Königin Elisabeth II., Maria von Württemberg (Teck) war eine Cousine 3. Grades (die beiden hatten einen gemeinsamen Urgroßvater/Großherzog Friedrich Eugen von Württemberg). Während einer Rundreise durch die europäischen Fürstenhäuser besuchte die damalige Prinzessin Maria von Württemberg-Teck auch ihren Cousin auf Schloss Pöls.
Ebenso bestand ein Verwandtschaftsverhältnis zum Hause Habsburg: die Großmutter mütterlicherseits (Herzogin Friederike von Oldenburg) war die Schwester der ersten Gemahlin von Kaiser Franz II., Elisabeth Wilhelmine Luise von Österreich, geb. Prinzessin von Württemberg. Eine weitere Verbindung von George von Washington mit dem österr. Kaiserhaus besteht über die Verbindung der Häuser Oldenburg-Wittelsbach-Habsburg durch die Eheschließung von Otto von Bayern mit Amalie von Oldenburg (später  von Griechenland) – Otto von Bayern war Cousin 1. Grades von Kaiser Franz Josef I. (Franz Josefs I. Mutter Sophie von Bayern war die Schwester (Halbschwester) von König Ottos Vater König Ludwig I.) ein Onkel von Elisabeth von Österreich (genannt Sisi).
Am 27. März 1883 heiratete George von Washington Gräfin Gisela Welser von Welsersheimb (* 25. August 1857 in Graz; † 1. Juli 1913 auf Schloss Pöls), die Ehe blieb kinderlos. Er erbte den Familiensitz Schloss Pöls samt Ländereien im Ausmaß von rund 120 ha. Im Ersten Weltkrieg trat Baron Washington dem Galizischen Ulanen-Regiment „Fürst zu Schwarzenberg“ Nr. 2 bei und kämpfte an der Ostfront gegen Russland. Wie sein Vater war er Mitglied des königlich-preußischen Johanniterordens.
Vermerk: Lt. eigener Angaben – siehe hierzu das im Verlag Isensee im Jahr 2008 erschienenen Büchlein von Margarethe Pauly "Friederike von Washington/Herzogin von Oldenburg (1820–1891)", Seite 59 – war er für den Kriegsdienst bereits zu alt (1914 - 58 Jahre) und verblieb während der gesamten Kriegszeit auf Schloss Pöls. Die Feststellung der Autorin Pauly, dass C. Streit eine Journalistin sei, beruht auf einem Irrtum. Herr Clarenca K. Streit, welcher ebenfalls um diese Zeit die Familie Washington besuchte, war Wiener Korrespondent des US-Magazins TIME. Dessen Bericht über seinen Besuch auf Schloss Pöls befindet sich in deutscher Originalübersetzung im Haus der Familie Rößmann.
Da er kinderlos war, dachte er daran, einen amerikanischen Verwandten als Erben zu adoptieren. Er wandte sich an William Lanier Washington aus New York City, der das Oberhaupt der Familie Washington in Amerika war. Beide hielten brieflichen Kontakt und Baron Washington präsentierte seinem amerikanischen Verwandten einen goldenen Siegelring seines Großvaters Jakob (James) von Washington, der das Familienwappen von Präsident George Washington zeigte, sowie Porträts seines Vaters und Großvaters. Da Österreich-Ungarn sich aber ab 1916 im Krieg mit den Vereinigten Staaten von Amerika befand und die Monarchie kurz darauf zusammenbrach, gab es keinen amerikanischen Verwandten, der das Erbe antrat.
Am 24. November 1924 schloss er eine weitere Ehe mit Maria (verw. Kreuzig, geb. Pichler). Aus diesem Anlass übertrug er sein gesamtes Vermögen, mit kleinen Ausnahmen für seine außereheliche Tochter Huberta von Hohenpriel (unehel. Tochter aus einer Liaison mit einer Bediensteten), an seine zweite Gemahlin.
Da sein Bruder Stephan Ludwig am 10. September 1899 mit 41 Jahren in Palermo kinderlos verstarb, erlosch diese adelige Nebenlinie mit dem Ableben des letzten Baron von Washington.